# Fairey Fawn
Le Fairey Fawn était un avion militaire de l'entre-deux-guerres réalisé au Royaume-Uni par Fairey Aviation Company. Bombardier léger monomoteur, il fut conçu comme remplaçant du Airco DH.9A et servit au sein de la Royal Air Force entre 1924 et 1929.

## Conception

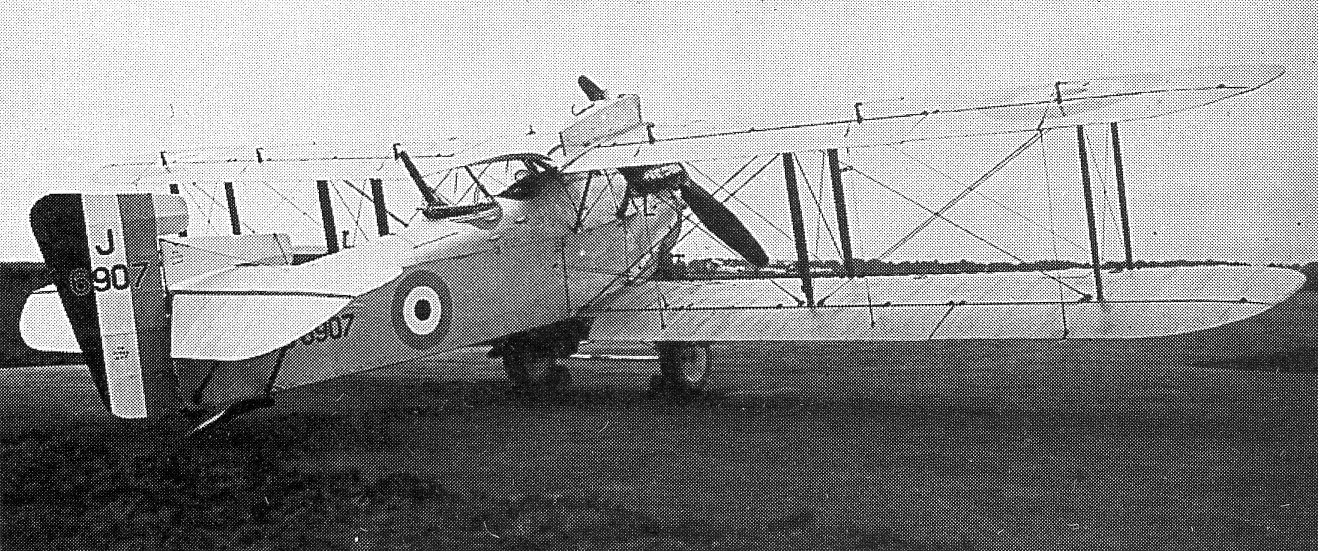
Premier prototype du Fawn avec un fuselage court et un unique réservoir